# Tamás Mezei
Tamás Mezei (Budapest, 14 settembre 1990) è un pallanuotista ungherese, centroboa del KSI e della nazionale ungherese.

## Palmarès

### Club
- Campionato ungherese: 6

Eger: 2013
Szolnok: 2015, 2016, 2017
Ferencvaros: 2019, 2022
- Coppa d'Ungheria: 6

Szolnok: 2016, 2017
Ferencvaros: 2019, 2020, 2021, 2022
- LEN Champions League: 2

Szolnok: 2016
Ferencvaros: 2019
- Supercoppa LEN: 3

Szolnok: 2017
Ferencvaros: 2018, 2019
- LEN Euro Cup: 1

Vasas: 2022-23

### Nazionale
- Olimpiadi

Tokyo 2020: 
- Mondiali

Budapest 2017: 
- Europei

Budapest 2020: 
Spalato 2022: 